# Veselin Petrović
Veselin Petrović (Servisch: Веселин Петровић) (Sarajevo, 1 juli 1977) is een Servische basketbalspeler. Anno 2014 speelt hij bij Telenet Oostende, ook wel bekend als BCO. Zijn positie is die van small forward. Hij is 1 meter en 94 cm lang.
Voordat hij bij Telindus Oostende kwam, speelde hij achtereenvolgens bij KK Vojvodina Novi Sad, KK FMP Železnik Belgrado, KK Partizan, Budocnost en Pepinster. Hij won één titel in Servië-Montenegro en won vier nationale bekers om zich zo dan in Oostende te ontpoppen tot regelrechte publiekslieveling.
Dit heeft hij hoofdzakelijk te danken aan zijn onvoorwaardelijke inzet en overgave zowel op als naast het veld.
Andere opmerkelijk palmares:
3x Joegoslavisch kampioen Grieks-Romeins worstelen